# カール・ボルヴィン・ツー・メクレンブルク
カール・ボルヴィン・ツー・メクレンブルク（Karl Borwin Herzog zu Mecklenburg [-Strelitz], 1888年10月10日 - 1908年8月24日）は、ドイツの諸侯家門メクレンブルク家の公子で、ドイツ帝国の陸軍軍人。

## 生涯
メクレンブルク＝シュトレーリッツ大公アドルフ・フリードリヒ5世とその妻でアンハルト公フリードリヒ1世の娘であるエリーザベトの間の末息子（第4子、次男）として生まれた。洗礼名はカール・ボルヴィン・クリスティアン・アレクサンダー・アルトゥール（Karl Borwin Christian Alexander Arthur）。洗礼名に含まれるボルヴィン（Borwin）は、13世紀のメクレンブルク家の遠祖の1人ハインリヒ・ボルヴィン1世に因んだ、スラヴ的な響きを持つ名前である。兄姉とともにノイシュトレーリッツ城で育ち、学業を終えると軍人の道に進んだ。ギュストローを駐屯地とするホルシュタイン州駐屯プロイセン軍第24野戦砲兵連隊（Holsteinischen Feldartillerieregiment Nr. 24）の少尉に任官した。

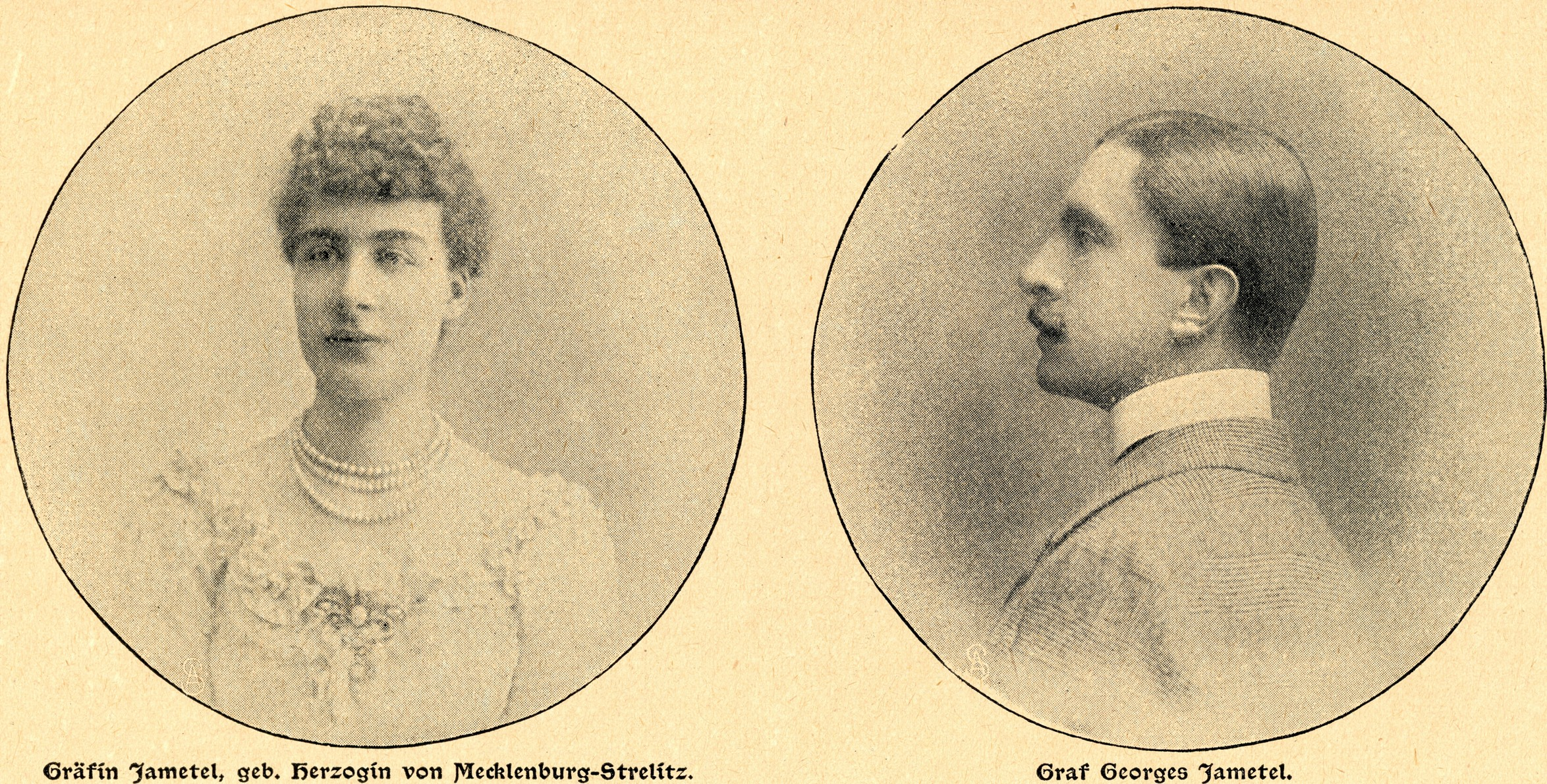
カール・ボルヴィンの姉マリーとその夫ジャムテル

ボルヴィンの次姉ユッタは1899年にモンテネグロ王太子ダニロに嫁いだが、長姉のマリーは同年にフランス人の成り上がり貴族ジョルジュ・モーリス・ジャムテル伯爵（1859年 - 1944年）との貴賤結婚に走った。伯爵夫妻の夫婦仲は悪く、1906年には別居した。1908年にジャムテルとガリエラ公爵夫人エウラリアの不倫関係が公になると、マリーはついに離婚を申請した。一般に広く流布した見解に従えば、同年8月、19歳のカール・ボルヴィンはメスの士官学校に滞在中であったが、姉と大公家の名誉を守るべく義兄のジャムテルに決闘を申し込んだ。この決闘によりボルヴィンは8月24日に死去した。
ボルヴィンの遺体は8月31日、ミローの大公宮殿の側に建つヨハネ教会内の新霊廟に安置された。大公家の伝統に反し、ボルヴィンの棺は葬儀参列者に遺体の様子が見えるよう開かれることは無かった。棺はすでにメスで密閉され、ミローに直接送られたのである。実際の死因は隠され、その原因に関する様々な憶測が飛び交った。現在に至るまで、ボルヴィンはある酔った士官候補生が姉のマリーに対して侮辱的発言をしたことにショックを受けて自殺したとする説が主張されている。1918年にニューヨーク・タイムズ紙は、ボルヴィンの実際の死因は自動車事故死であると報じた。大公家の公式発表では、ただ「急に重大かつ悪性の苦しみに襲われて」死んだと述べられるに留まっている。
母エリーザベト大公妃は1910年4月2日、ノイシュトレーリッツに息子の名を冠した大型の教会福祉施設「カール・ボルヴィン公爵記念館（Herzog-Carl-Borwin-Gedächtnisstiftung）」を開いた。ボルヴィンの死はメクレンブルク＝シュトレーリッツ家の継承問題に深刻な危機を引き起こした。兄のアドルフ・フリードリヒ6世が未婚のまま10年後の1918年2月に自殺すると、適当な大公位継承者がいなくなっていたため、メクレンブルク＝シュトレーリッツ大公国は元首不在のままドイツ革命を迎えたのである。